# 吉爾摩 (內布拉斯加州)
吉爾摩（英語：Gilmore）是位於美國內布拉斯加州薩皮縣的非建制地區。

## 歷史
吉爾摩的郵局於1869年設立，其後於1908年停運。

## 地理
吉爾摩所處的海拔為高於海平面302米（即991英呎），而該地所採用的時區為UTC-6，即北美中部时区（CST）。同時該地設有夏令時間，為UTC-6調快一小時，即UTC-5（CDT）。